# Чуйко, Аида Владимировна
Аида Владимировна Чуйко (в девичестве — Сукорябова; род. 24 ноября 1936, Брянск, Западная область) — советская легкоатлетка, специализировавшаяся на прыжках в длину. Мастер спорта СССР международного класса. Заслуженный тренер РСФСР. Почётный тренер Китайской Народной Республики.
Представляла московское общество «Буревестник» и Вооружённые силы Москвы и Московской области. Тренировалась под руководством С. Кузнецова.
Чемпионка СССР 1958 года в прыжках в длину и серебряная призёрша первенства 1964 года.
Выступала за сборную СССР. Взяла золотую медаль в матче СССР — США 1958 года. На чемпионат Европы 1958 года заняла четвёртое место.
Участница Олимпийских игр 1964 года в Токио (11 место).
Лучший результат в прыжках в длину — 6,49 метра (показан 12 сентября 1964 года в Киеве). Рекордсменка РСФСР 1964 года с результатом (6,49).
После завершения карьеры спортсменки являлась тренером в ДЮСШ в городе Люберцы Московской области. Также некоторое время работала тренером в Китае. Награждена медалью «За трудовое отличие» (1989).
Входила в состав Общественного Совета по спорту при Главе Люберецкого муниципального района.